# والچهپوله
والچهپوله (به بلغاری: Valche pole) یک منطقهٔ مسکونی در بلغارستان است که در لیوبیمتس واقع شده‌است.